# John Kennedy Toole
Pour les articles homonymes, voir John Kennedy (homonymie), Kennedy et Toole.
Œuvres principales
- La Conjuration des imbéciles (1980) (écrit vers 1963)
- La Bible de néon (1989) (écrit vers 1953)

John Kennedy Toole est un écrivain américain, né le 17 décembre 1937 à La Nouvelle-Orléans (Louisiane) et mort le 26 mars 1969 à Biloxi (Mississippi).
Son œuvre principale, La Conjuration des imbéciles, est un roman picaresque situé dans différents quartiers de sa ville natale. Il met en scène les aventures rocambolesques d'Ignatius J. Reilly, personnage excentrique, obèse, misanthrope, paresseux et philosophe, contempteur virulent de la société américaine des années 1960 dont il rejette toutes les valeurs et les obsessions. Refusé par plusieurs éditeurs, le roman ne fut publié qu'en 1980, une décennie après le suicide de l'écrivain, en proie à des troubles dépressifs et un sentiment d'échec littéraire. Il s'est vu attribuer le prix Pulitzer l'année suivante, à titre posthume.

## Biographie
Né à La Nouvelle-Orléans le 17 décembre 1937, John Kennedy Toole exerça quelque temps le métier d'enseignant dans divers établissements universitaires des États de New York et de la Louisiane. Appelé sous les drapeaux en 1961, il séjourna deux années à Porto Rico pendant lesquelles il enseigna l'anglais aux recrues de langue espagnole et écrivit son second et principal roman, La Conjuration des imbéciles.
À la fin de son service militaire, il retourne à La Nouvelle-Orléans pour vivre chez ses parents et enseigner au Collège dominicain. Il tente également, mais en vain, de faire publier son ouvrage qu'il considérait comme un chef-d'œuvre. Sa santé et son moral se détériorent alors rapidement et, après avoir perdu tout espoir, il se suicide le 26 mars 1969, à l'âge de trente et un ans, en reliant l'habitacle et le pot d'échappement de son automobile.
Après sa mort, sa mère poursuivit ses efforts et réussit à faire lire son roman à l'écrivain Walker Percy qui fut séduit par cette œuvre originale en 1976. Il insista à son tour auprès d'un éditeur, et le livre fut finalement publié en 1980. Très bien reçu par la critique et par le public, il a été vendu à plus de 1,5 million d'exemplaires et traduit en dix-huit langues.
John Kennedy Toole reçut le prix Pulitzer de la fiction à titre posthume en 1981. À la suite du succès de La Conjuration des imbéciles, son autre roman, La Bible de néon, qu'il écrivit à l'âge de seize ans et qui à l’époque avait été considéré comme trop immature, fut publié en 1989.

## Œuvres

### Romans
- La Conjuration des imbéciles, Robert Laffont, coll. « Pavillons », 1981 ((en) A Confederacy of Dunces, 1980), trad. Jean-Pierre Carasso  (ISBN 2-221-00785-9)Prix Pulitzer
- La Bible de néon, Robert Laffont, coll. « Pavillons », 1993 ((en) The Neon Bible, 1989), trad. Sophie Mayoux  (ISBN 2-221-06475-5)

## Adaptation

### Au cinéma
- 1995 : The Neon Bible, film américain réalisé par Terence Davies.